# Institut national des métiers d'art
 (juin 2015).
L'Institut national des métiers d'art est devenu, en 2024, l'Institut pour les Savoir-Faire Français (anciennement INMA, SEMA et SEIA), association reconnue d'utilité publique et d'intérêt général. Sa mission est d'encourager l'émergence de projets associatifs et collectifs au service du rayonnement, de la pérennisation et le développement des entreprises des métiers d’art et des savoir-faire d'exception.

## Historique
La Société d'encouragement à l'art et à l'industrie est fondée en 1889 par le directeur de l'École nationale supérieure des beaux-arts, Gustave Larroumet, et un bijoutier de renom, Gustave Sandoz. Tous deux partagent la même passion : rapprocher créateurs et industriels, artistes et artisans d'art pour renouveler les arts appliqués.
Reconnue d'utilité publique en 1905, l'association change de statut et de dénomination sous l'impulsion du président de la République Valéry Giscard d'Estaing, en 1976, pour devenir la Société d'encouragement aux métiers d'art (SEMA). À l'initiative du Premier ministre François Fillon, la SEMA devient, en juin 2010, l'Institut national des métiers d'art (INMA).

### Présidents
- Pierre Dehaye, alors directeur des Monnaies et médailles et auteur d'un rapport sur les métiers d'art[2], devient le premier président de la SEMA[3].
- Étienne Vatelot, luthier[réf. nécessaire][4], restaurateur et expert en violons et violoncelles, lui succède en 1981[5]. Fondateur de l'École Nationale de Lutherie de Mirecourt et du concours de lutherie et d'archèterie qui porte son nom.
- Pierre Chevalier, président du conseil de surveillance de Chevalier conservation, entreprise de restauration textile et ancien président du salon du patrimoine succède à Étienne Vatelot.
- 2010-2013 : Jean Michel Delisle, bronzier d'art, porte le projet de l'Institut national des métiers d'art et en devient le premier président en juin 2010.
- 2013-2016 : Gérard Desquand, graveur héraldiste, maître d'art, meilleur ouvrier de France, président des Grands Ateliers de France et enseignant à l'École Estienne, lui succède en 2013.
- 2016-2019 : Lyne Cohen-Solal, adjointe au maire de Paris chargée du commerce, de l’artisanat, des professions indépendantes et des métiers d’art de 2001 à 2014[6]
- Depuis décembre 2019 : Luc Lesénécal, président des Tricots Saint-James

## Un secteur reconnu par la loi
L'arrêté du 24 décembre 2015 fixe une liste des métiers d'art composée de 198 métiers et 83 spécialités, répartis dans 16 domaines.

### Les professionnels des métiers d'art
Ce sont des hommes et des femmes qui façonnent, restaurent, imaginent des pièces d'exception. Il s'agit d'objets uniques ou des petites séries, présentant un caractère artistique. Ils peuvent exercer sous différents statuts : artisan, fonctionnaire, professionnel libéral ou artiste-auteur.

### Un secteur actif de l'économie réelle
Les métiers d'art sont à la fois acteurs de proximité, puisqu'ils participent au dynamisme économique et touristique des territoires, et une vitrine du savoir-faire français à l'international. 38 000 entreprises sont inscrites dans les Chambres de métiers et de l'artisanat relevant du secteur des métiers d'art. Il s'agit de TPE, PME, manufactures ou maisons de luxe. Elles emploient près de 60 000 personnes. Au total, leur chiffre d'affaires se monte à huit milliards d'euros hors taxes dont 727 millions réalisés à l'export[Quand ?].

## Le rôle de l'INMA
L'institut est chargé de valoriser, promouvoir et accompagner le secteur. Il contribue à l'élaboration de la réglementation et apporte une aide à la décision.

### sous égide de l'État au service des métiers d'art
Parmi les missions qui lui ont été confiées par le ministère de la Culture et de la Communication, l'INMA assure depuis 2012 la gestion du dispositif « Maîtres d'art-Elèves » créé en 1994, destiné à la transmission des savoir-faire rares. À ce jour[Quand ?] 141 professionnels ont reçu le titre de Maître d'art. La dernière promotion a été nommée en 2019.

### Gestion du label Entreprise du patrimoine vivant (2019 - 2024)
Le label Entreprise du patrimoine vivant (EPV) est une marque de reconnaissance de l’État, mise en place pour distinguer des entreprises françaises entre autres, et des savoir-faire industriels et artisanaux d’excellence.
Depuis sa création en 2005, ce label d’État est rattaché au Ministère de l’Économie et des Finances et décerné par les préfets de la région. L’État a confié la gestion de ce label à l’INMA entre 2019 et 2024.